# 南漳镇
南漳镇，是中华人民共和国山西省长治市长子县下辖的一个乡镇级行政单位。

## 行政区划
南漳镇下辖以下地区：
南漳村、中漳村、北漳村、南李末村、鹿家沟村、漳河神村、酒村、东王内村、王内庄村、西南呈村、东北呈村、西北呈村、上霍村、上霍庄村、东旺村、西旺村和东常村。